# Bălăceana
Bălăceana is een Roemeense gemeente in het district Suceava.
Bălăceana telt 1668 inwoners.

## Het wapen
Het wapen van de gemeente Bălăceana bestaat uit een driehoekig schild met afgeronde, gespleten randen. Aan de linkerkant, in het zilveren veld, is er een felrode kaars met een cirkel rond de vlam. Aan de rechterkant, in het rode veld, bevindt zich een heldere zilveren kaars met een cirkel rond de vlam. Het schild is afgezet met een zilveren muurschildering van een torentje.